# Station Hackney Wick
Hackney Wick is een spoorwegstation van London Overground aan de North London Line. 